# Семень-Рови
Семень-Рови (пол. Siemień-Rowy) — село в Польщі, у гміні Ломжа Ломжинського повіту Підляського воєводства.
Населення — 98 осіб (2011).
У 1975-1998 роках село належало до Ломжинського воєводства.

## Демографія
Демографічна структура станом на 31 березня 2011 року:
|          | Загалом | Допрацездатний вік | Працездатний вік | Постпрацездатний вік |
| -------- | ------- | ------------------ | ---------------- | -------------------- |
| Чоловіки | 44      | 14                 | 25               | 5                    |
| Жінки    | 54      | 15                 | 28               | 11                   |
| Разом    | 98      | 29                 | 53               | 16                   |